# Horní Branná
Horní Branná é uma comuna checa localizada na região de Liberec, distrito de Semily.